# Hawaiian Ocean View
Hawaiian Ocean View is een plaats (census-designated place) in de Amerikaanse staat Hawaï, en valt bestuurlijk gezien onder Hawaï County.

## Demografie
Bij de volkstelling in 2000 werd het aantal inwoners vastgesteld op 2178.

## Geografie
Volgens het United States Census Bureau beslaat de plaats een oppervlakte van
275,8 km², waarvan 264,2 km² land en 11,6 km² water.

## Plaatsen in de nabije omgeving
De onderstaande figuur toont nabijgelegen plaatsen in een straal van 52 km rond Hawaiian Ocean View.